# Эльсон, Филипп Фёдорович
Филипп Федорович Эльсон (вероятно, 1793 — 1867) — российский архитектор английского происхождения, выпускник императорской академии художеств, академик, Первый архитектор Южного берега Крыма. Член Академии искусств России, Академии Св. Луки (Рим) и Флорентийской академии.

## Биография
Биография Филиппа Эльсона не очень хорошо изучена. Особенно плохо изучены родственные узы и последние годы жизни архитектора.

### Детство и юность
Происходил из обнищавшей английской семьи (других деталей из его биографии неизвестно). Первое упоминание о Филиппе Эльсоне касается приказа зачисления в Императорскую Академию художеств в Санкт-Петербурге, где указывается, что в 1799 году он поступил на воспитание к этому заведению. Оплату за Филиппа и Ивана Эльсонов (очевидно его брата, про которого данные тоже отсутствуют) ежегодно вносил граф Эльмпт (в сумме 150 рублей). В документе указывается, что Филипп был ещё ребёнком (поэтому исследователи и вывели ориентировочную дату рождения 1793 год).
Филипп отличался как способный ученик, подтверждение тому — две серебряные медали за архитектурную композицию (в 1806 и 1808 годах), золотая медаль за «Проект морского кадетского корпуса в гор. Николаеве» (в 1809 году). В 1810 году молодой архитектор Эльсон приобщился к созданию проекта большого церковного центра (который должен был вмещать до 15 000 верующих с хозяйственными постройками, колокольней, архиерейским домом, консисторием и семинарией), за что он получил большую золотую медаль, дающую право поездки (за казенный счёт) за границу, чтобы и дальше совершенствоваться в архитектуре. Перед поездкой он ещё несколько лет занимался у профессора Груздова, изучая математики и сочетая её с разработками новых архитектурных проектов и был представлен, в числе лучших учеников, министру народного просвещения Российской империи.
Обучение за рубежом Филипп Эльсон начал в 1813 году. Долгое время он жил в Италии и учился у местных архитекторов, сотрудничал с ними, а потом и воплощал свои самостоятельные проекты. Более шести лет Филипп Эльсон учился и практиковался в Европе, за что был зачислен в почетные члены Академии Св. Луки в Риме и Флорентийской академии.

### Работа с графом Воронцовым
Вернувшись в Россию, уже практикующим и титулованным архитектором, Эльсон брался за разные проекты, его работы отмечали даже в императорском кругу (подаренное кольцо от императора за бальный зал на Волыни). Поэтому его отквартировали в Одессу, как архитектора при военном штабе.
Работая в столице под руководством генерал-губернатора, архитектор произвёл впечатление на графа М. С. Воронцова, который привлекал Эльсона к проектированию и строительству различных крымских сооружений (в основном воронцовских, поскольку он был самым крупным землевладельцем в Крыму и вёл в то время масштабные строительные проекты). Генерал-губернатор Новороссийского края направил своего подчинённого в Крым уже на длительный период, особенно когда пришлось перестраивать заброшенный Бахчисарайский дворец. Видя работу и профессионализм Филиппа Эльсона, чиновники и ведомство генерал-губернатора постоянно с ним консультировались, а позже определили его главным консультантом-архитектором по Крыму.

### Первый архитектор Южного берега Крыма
После утверждения, царскими чиновниками, ответственного за застройку Южного Крыма — Первого архитектора Южного берега Крыма, граф Воронцов, на правах главного опекуна развития Крыма, предложил Филиппа Эльсона на эту должность, так как уже имел с ним опыт в нескольких строительных проектах.
Заняв в 1824 году ответственный пост за наблюдением и сопровождением многих архитектурных проектов в Крыму, Филипп Федорович проработал там почти 10 лет и присоединился к возведению десятков крупных объектов полуострова. Чиновник занимался рядом строек на побережье: почтовые дома, кардоно, фонтаны, церкви, мечети, составлял сметы и проекты на другие казенные здания и частные виллы-дачи, следил за всеми царскими постройками на полуострове. География объектов Эльсона расположена вдоль линии побережья от Ореанды к Ялте и по всему Крыму от Симферополя до Кореиза. Главным сооружением, за работами на котором он надзирал был Бахчисарайский дворец (за ремонтом и реставрацией которого лично следил император Александр I).

### После отставки
7 июня 1834 года Филипп Эльсон вышел в отставку по состоянию здоровья, заменой стал его заместитель Карл Эшлиман. На отдыхе Эльсон продолжал заниматься архитектурными проектами. Работал и жил дальше в Крыму.
Точных данных о смерти Эльсона не найдено. Исследователи (изучая различные архитектурные проекты, которые остались в архивах) предполагают, что смерть архитектора приходится на 1867 год.

## Проекты и сооружения
Филипп Эльсон спроектировал, возвёл и проконтролировал немало архитектурных объектов. Филипп работал в России и Италии с различными вельможами (императорами, князьями, графами), он считался семейным архитектором Голицына и Потоцких которым он возводил особняки и здания.

### Архитектурный стиль Эльсона
Учась и практикуя в Европе в начале XIX века, Филипп Эльсон почерпнул новые тогдашние архитектурные течения: когда архитектурный образ сооружения органично сочетал местный колорит, ландшафт, а не выделялся своей помпезностью и искусственностью на фоне существующих зданий. Калькирование чужих, прошлых архитектурных форм не интересовали молодого, уже опытного архитектора, поскольку он работал на грани двух миров (крымском полуострове) то пытался совместить традиционную архитектуру Запада с орнаментальностью Востока.
Занимаясь реставрацией Бахчисарайского дворца ему пришлось изучить немало архитектурных элементов, присущих крымской архитектуре и это побудило его применять их в дальнейшей работе. Поскольку предыдущие архитекторы (приезжие итальянцы и англичане) обычно строили классические сооружения различных эпох, соблюдая их в деталях, то Филипп отошёл от этого и это стало его новаторством: мастерская резьбы по дереву, которым обрабатывали большие карнизы, узорчатые восточные мотивы на решетках (кованых или деревянных) закрепленных в галереях и навесных балконах, широкие террасы на тонких колоннах, килевидные персидские окна, декоративные фиалы на крышах и дымоходы в виде минаретов, расписные потолки с орнаментальными узорами.

### Самые известные работы Эльсона
Филипп Эльсон работал в стилях романтизм и классицизм , известны такие проекты зданий и сооружений:

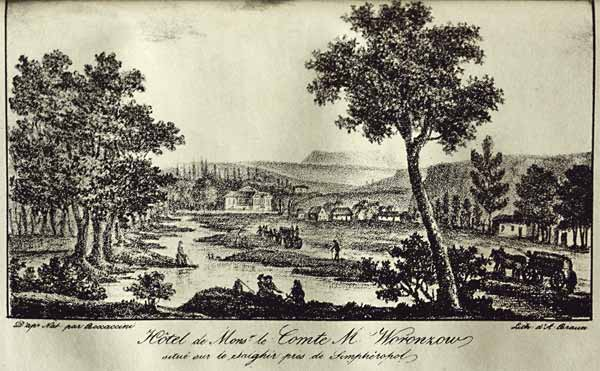
Вид на симферопольский дворец графа М. С. Воронцова. Ш. А. Монтандон «Путеводитель путешественника по Крыму». Одесса, 1834. Литография по рисунку с натуры А. Фаццарди
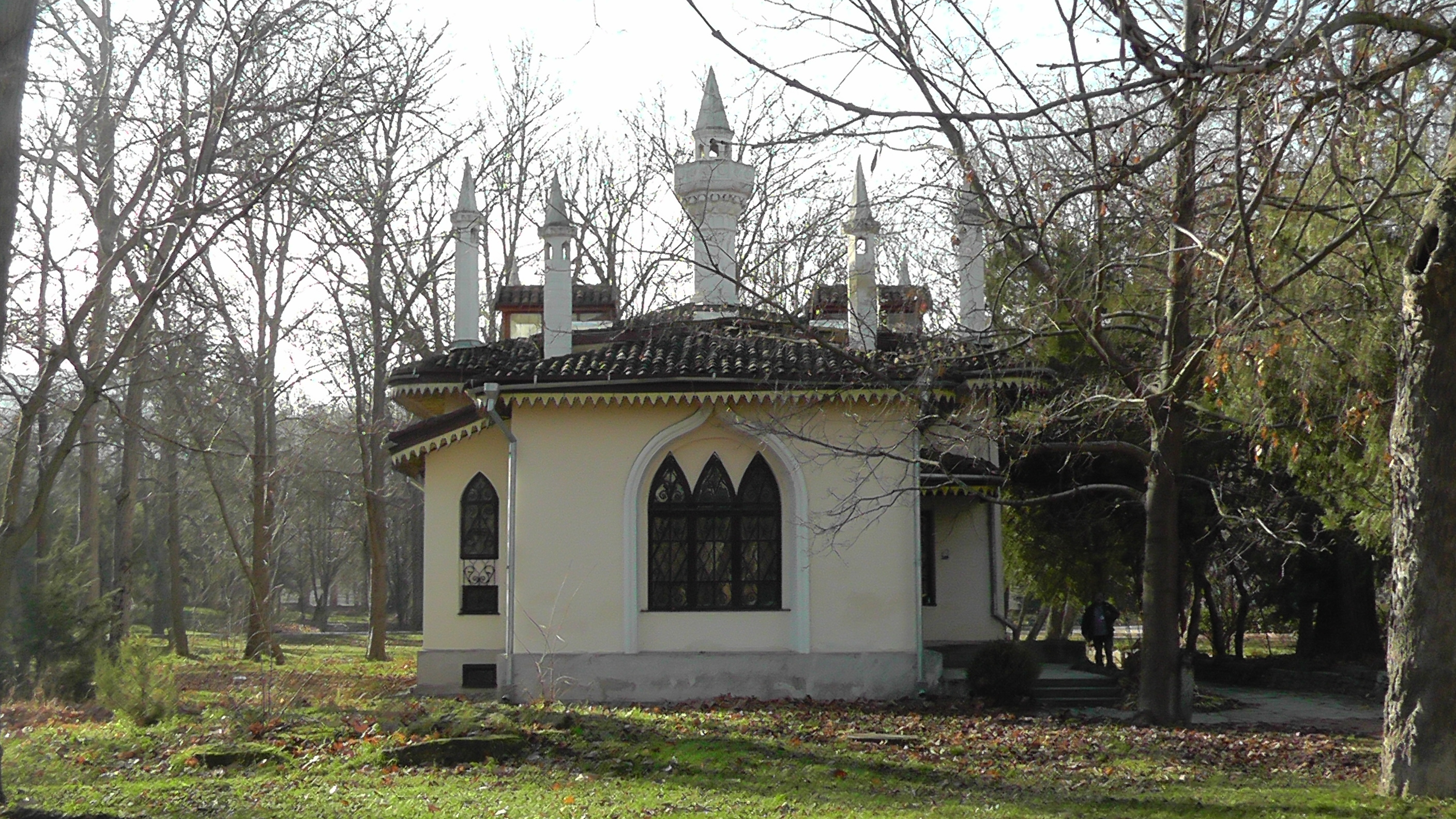
Кухонный корпус дома М. С. Воронцова в парке Салгирка, Симферополь, 1827
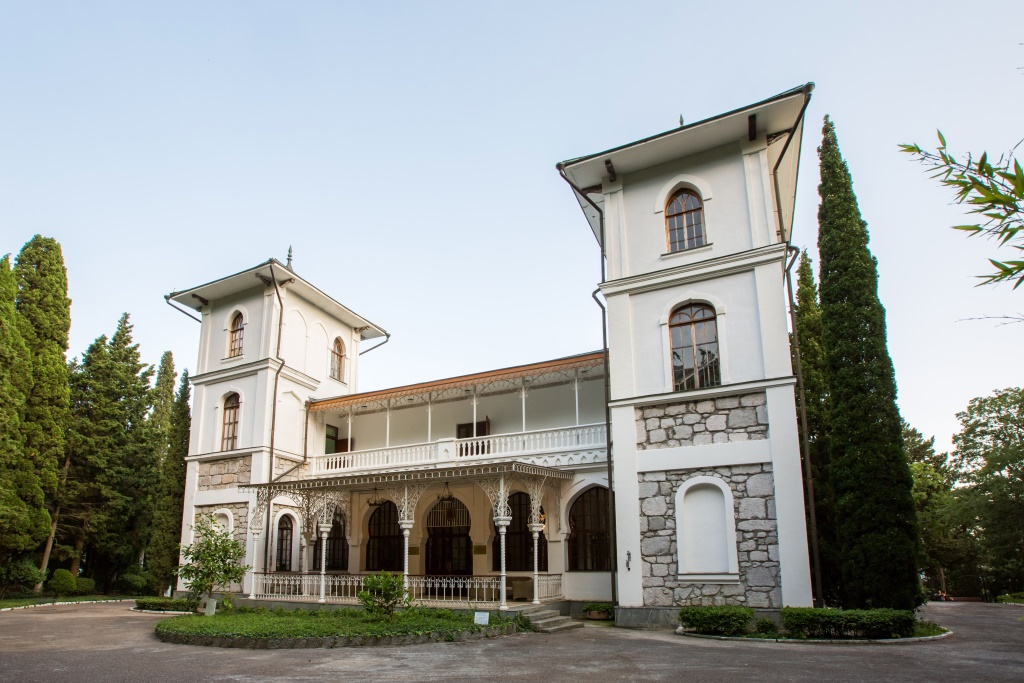
Бывший дворец графа Л. А. Перовского, корпус № 1 санатория «Меллас», Санаторное

- Голицынский дворец — 1837 год, (Гаспра);
- Дом Воронцова, кухня — 1827 год, (Симферополь);
- Татарская мечеть — в 1827, (Алупка)[5];
- Храм Архистратига Михаила — в 1820 год, (Алупка). Прямоугольное в плане здание, со всех сторон окружённое колоннадой. Храм напоминал мини-копию известного Парфенона в Афинах. Церковь была разрушена в результате оползня[9];
- Храм Усечения главы Иоанна Предтечи — в 1832, (Массандра, снесён)[8];
- Чайный домик и Старый дом Воронцовского дворца — 1829 год, (Алупка);
- Дворец графа Л. А. Перовского в имении Меллас (Санаторное), 1834 год[10].
- Лютеранская кирха — 1838 год, (Симферополь)[11].